# 玛丽·伯恩海姆
玛丽·伯恩海姆（英語：Mary Bernheim，娘家姓为：Hare，1902年6月28日—1997年11月19日)是一位英国生物化学家，在剑桥大学获得博士学位。当她还是研究生时，就发现了一种酶并命名为酪胺氧化酶（后来改为单胺氧化酶，MAO）。
20世纪30年代，她成为了杜克大学医学院最初一批教员之一，并于1962年晋升为正教授。她撰写的论文有60余篇。